# Lonafarnib
Le lonafarnib est une molécule développée comme inhibiteur de la farnésyl transférase et testé dans certains cancers.

## Description
Son poids moléculaire est de 639 et la formule brute est C27H31Br2ClN4O2.
Le lonafarnib est également connu sous le nom de Lonafarnib et de Sarasar (Merck USA).
C'est un inhibiteur de la farnésyl transférase historiquement dirigée contre une protéine kinase activée par un mitogène Ras/Raf. Des essais cliniques et précliniques ont suggéré que cet inhibiteur de la farnésyl transférase avait une activité sur les cancers humains y compris chez des personnes n'ayant pas la mutation Ras.
Sur des modèles précliniques, l'activité est impressionnante aussi bien sur les tumeurs solides que sur les cancers du sang. Les premiers essais sur l'homme ont été décevants, mais la recherche continue en utilisant lonafarnib en association avec d'autres molécules.

## Intérêt dans le syndrome de Hutchinson-Gilford
Dans la progéria (ou syndrome de Hutchinson-Gilford), le lonafarnib a une efficacité sur les complications osseuses, l'audition, sur la rigidité artérielle, l'atteinte neurologique et la mortalité. Une étude a montré une baisse significative de la mortalité (3,7% contre 33,3% sans traitement) lors d'un suivi médian de 2,2 ans. 
En 2018, l'EMA a émis un avis favorable de PIP (Plan d’Investigation Pédiatrique) pour l'utilisation du lonafarnib contre la progéria. C'est un premier pas avant, potentiellement, une demande d’AMM de la part du fabricant pour une commercialisation en Europe.
En novembre 2020, la FDA (administration américaine des denrées alimentaires et des médicaments) autorise son utilisation aux États-Unis dans le cadre de la progéria, permettant sa distribution.
A date de février 2021, 3 nouveaux essais cliniques sont en cours aux États-Unis pour évaluer l'efficacité du lonafarnib dans le syndrome de Hutchinson-Gilford.